# Референдум о переносе столицы Республики Коми
Референдум о переносе столицы Республики Коми должен был пройти в Республике Коми 18 марта 2018 года, одновременно с выборами президента России.

## Предыстория
С идеей переноса столицы республики выступил ректор Ухтинского государственного технического университета Николай Цхадая. Известно, что в состав инициативной группы вошли: помощник ректора УГТУ Дмитрий Безгодов, а также заместителя декана факультета гуманитарного образования УГТУ и кандидат на выборах главы Коми в 2014 году Евгений Вологин.
14 октября 2017 года Избирательная комиссия Коми проверила ходатайство и документы инициативной группы по проведению референдума о переносе столицы республики в Ухту и решила, что они соответствуют законодательству. Далее бумаги с инициативой были направлены в Государственный Совет Коми.
21 ноября Комитет по законодательству и местному самоуправлению Госсовета Коми на очередном заседании не нашёл препятствий для признания вопроса, выносимого на республиканский референдум, соответствующим требованиям законодательства. Юристы и лингвисты дали положительную оценку формулировке вопроса. 23 ноября республиканский парламент проект постановления должны рассмотреть депутаты.
23 ноября Государственный совет Коми признал соответствующим федеральному закону об основных гарантиях избирательных прав граждан вопрос о переносе столицы республики из Сыктывкара в Ухту, который предполагается вынести на референдум. За постановление проголосовал 21 депутат, 3 против, 2 воздержались. Далее избирком зарегистрировал инициативную группу которой предстоит собрать не менее 13,7 тысячи подписей (2% от количества зарегистрированных избирателей) в поддержку референдума.
28 ноября Комиинформ сообщил, что инициативная группа по проведению референдума открыла специальный денежный счёт и начала сбор средств, необходимый для изготовления подписных листов. Также группа провела рабочее совещание, на котором обсуждались технические вопросы, связанные с организацией сбора подписей.
3 декабря уполномоченный представитель инициативной группы референдума, директор бизнес-инкубатора УГТУ Андрей Пулькин сообщил, что сбор подписей проходит по всей республике благодаря работе сотен волонтёров.
12 декабря стало известно, что инициативная группа собрала 28000 подписей в поддержку референдума при необходимом пороге в 13705 подписей. 15000 из этих подписей были отправлены в избирком Коми для проверки. По регламенту, случайным образом проверялись 2700 подписей и, при выявлении менее 10% недостоверных или недействительных подписей, документы были бы переданы в Госсовет для утверждения проведения референдума.
13 декабря инициаторы референдума заявили, что 18 декабря проведут пресс-конференцию в 14:30 по адресу: Сыктывкар, ул. Интернациональная, д. 108, оф.305.
26 декабря республиканский избирком отказал в проведении референдума, так как более 10% подписей были собраны с нарушениями. Количество заявленных подписей не соответствовало фактически оставленным, а большую часть подписей собирали члены участковых избирательных комиссий, что по закону недопустимо.

## Последствия попытки проведения референдума
12 декабря в Государственном Совете Коми заявили, что после выдвижения инициативы о референдуме депутаты работают над усложнением процедуры выхода с предложением о проведении референдума. Инициативная группа должна будет состоять не из 20 человек, как сейчас, а из 100.  Кроме того, постоянно проживать члены группы должны будут на территории минимум 10 муниципальных образований. Причиной ужесточения законодательства являются также инициативы, которые предлагалась ранее. На референдум просили вынести 3 вопроса: о замене старых нефтепроводов, о восстановлении Министерства природных ресурсов и охраны окружающей среды Коми, об исключении из программы развития Республики Коми геологоразведочных работ по золоту и промышленному освоению месторождения золота «Чудное» в Национальном парке «Югыд ва». Помимо этого, сыктывкарцы подали ходатайство в избирком города о проведении референдума по вопросу перевода спорного участка на пересечении улиц Тентюковской и Петрозаводской из зоны Ж1 (под жилое строительство) в Р5 (зеленая зона)

## Опросы
| Исследовательская организация | По состоянию на | За                         | Против         |       |       |
| ----------------------------- | --------------- | -------------------------- | -------------- | ----- | ----- |
| Исследовательская организация | По состоянию на | Наш край — Республика Коми | 6 декабря 2017 | 50,7% | 49,3% |
| Комиинформ                    | 1 декабря 2017  | 47,1%                      | 52,9%          |       |       |
| БНК                           | 29 ноября 2017  | 23,3%                      | 76,7%          |       |       |